# 寬鬆世代又怎樣
《寬鬆世代又怎樣》（日语： Yutori desuga nanika），是2016年4月起每週日22:30－23:25（JST）在日本電視台播出的週日連續劇，由宮藤官九郎編劇、水田伸生執導，岡田將生主演。此劇亦是安藤櫻首次擔任連續劇女主角。
2017年夏天，以特別篇《寬鬆世代又怎樣 純米吟釀純情篇》復活。另有網路配信劇《是山岸又怎樣》。
電影《寬鬆世代又怎樣：INTERNATIONAL》將於2023年10月13日上映。

## 劇情概要
此劇描述日本實施寬裕教育後被稱為「寬鬆世代」下的幾位29歲年輕人們的生活。進入食品公司第七年的坂間正和（岡田將生 飾）、坂間的同事宮下茜（安藤櫻 飾）、小學老師山路一豐（松坂桃李 飾）和不斷重考的道上まりぶ（柳樂優彌 飾）等人，究竟會交織出什麼樣的故事？

## 主要角色
- 坂間正和：岡田將生
- 山路一豐：松坂桃李
- 道上まりぶ：柳樂優彌
- 宮下茜：安藤櫻
- 山岸ひろむ：仲野太賀
- 坂間宗貴：高橋洋
- 坂間ゆとり：島崎遙香
- 佐倉悅子：吉岡里帆
- 道上ユカ：瑛蓮（日语：瑛蓮）
- 小暮静磨：北村匠海
- 若山奈奈江：石橋桂
- 明子：真野響子
- 早川道郎：手塚徹（日语：手塚とおる）
- 中森：矢本悠馬
- 村井：少路勇介（日语：少路勇介）
- 坂間綠：青木沙耶加
- 坂間和代：中田喜子（日语：中田喜子）
- 麻生嚴：吉田鋼太郎

## 製作團隊
- 總製作人：伊藤響
- 製作人：枝見洋子、茂山佳則
- 編劇：宮藤官九郎
- 導演：水田伸生、相沢淳、鈴木勇馬
- 主題歌：感覚ピエロ「拝啓、いつかの君へ」
- 插曲：感覚ピエロ「O・P・P・A・I」
- 音樂：平野義久
- 製作：日本電視台

## 播出日程及收視率
- 本劇在Hulu日本網站上的播放量曾連續兩個月（2016年5月、6月）蟬聯第一名。[15]
- 收視率最高值以紅色表示，收視率最低值以蓝色表示。

| 集數                                                       | 播出日期 | 中日文標題                      | 導演     | 收視率 |
| ---------------------------------------------------------- | -------- | ------------------------------- | -------- | ------ |
| 第1話                                                      | 4月17日  | 我不幹了                        | 水田伸生 | 9.4%   |
| 第2話                                                      | 4月24日  | 你的正義到底是啥？              | 水田伸生 | 8.9%   |
| 第3話                                                      | 5月01日  | 想和你做朋友                    | 相澤淳   | 7.1%   |
| 第4話                                                      | 5月08日  | 請給我勇氣                      | 水田伸生 | 7.9%   |
| 第5話                                                      | 5月15日  | 想要擁抱                        | 水田伸生 | 8.4%   |
| 第6話                                                      | 5月22日  | 我們能改變的現實                | 鈴木勇馬 | 8.3%   |
| 第7話                                                      | 5月29日  | 戀人們的食用期限                | 水田伸生 | 8.9%   |
| 第8話                                                      | 6月05日  | 正義的求婚                      | 相澤淳   | 8.0%   |
| 第9話                                                      | 6月12日  | 為了所愛的家人                  | 水田伸生 | 7.9%   |
| 最終話                                                     | 6月19日  | 青春期的新郎新娘…讓我揍個一拳！ | 水田伸生 | 9.3%   |
| 平均收視率8.4%（收視率由Video Research於日本關東地區統計） |          |                                 |          |        |

## 電影
《寬鬆世代又怎樣：INTERNATIONAL》預計於2023年10月13日上映。

### 登場人物
- 坂間正和：岡田将生
- 山路一豐：松坂桃李
- 道上まりぶ：柳樂優彌
- 宮下茜：安藤櫻[17]
- 山岸ひろむ：仲野太賀[17]
- 麻生嚴：吉田鋼太郎[17]
- 坂間ゆとり：島崎遙香[17]
- 坂間和代：中田喜子（日语：中田喜子）[17]
- 坂間宗貴：高橋洋[17]
- 坂間綠：青木沙耶加[17]
- 佐倉悅子：吉岡里帆[17]
- チェ・シネ(崔信惠)：木南晴夏[17]
- 望月かおり：上白石萌歌[17]
- 中森：矢本悠馬[17]
- 円山：加藤諒[17]
- 村井：少路勇介[17]
- 豊臣吉男：長村航希[17]
- 太田：小松和重[17]

### 製作團隊
- 導演：水田伸生
- 劇本：宮藤官九郎
- 製作幹事：日本電視台
- 製作公司：2023「寬鬆世代又怎樣」製作委員會
- 發行：東寶

## 得獎紀錄
| 年份   | 獲提名                           | 獎項                                   | 結果 |
| ------ | -------------------------------- | -------------------------------------- | ---- |
| 2016年 | 岡田將生                         | 第89回日劇學院賞最佳男主角             | 提名 |
| 2016年 | 柳樂優彌                         | 第89回日劇學院賞最佳男配角             | 獲獎 |
| 2016年 | 《敬啟，給有朝一日的你》感覺小丑 | 第89回日劇學院賞最佳主題曲             | 提名 |
| 2016年 | 宮藤官九郎                       | 第89回日劇學院賞最佳劇本               | 獲獎 |
| 2016年 | 水田伸生、相澤淳、鈴木勇馬       | 第89回日劇學院賞最佳導演               | 提名 |
| 2016年 | 岡田將生                         | 第4回CONFiDENCE日劇大獎最佳男主角      | 獲獎 |
| 2016年 | 柳樂優彌                         | 第4回CONFiDENCE日劇大獎最佳男配角      | 獲獎 |
| 2016年 | 宮藤官九郎                       | 第4回CONFiDENCE日劇大獎最佳劇本        | 獲獎 |
| 2016年 | 寬鬆世代又怎樣                   | 東京國際戲劇節最佳作品                 | 提名 |
| 2017年 | 岡田將生、松坂桃李、柳樂優彌     | 2016年間CONFiDENCE日劇大獎審査員特別賞 | 獲獎 |
| 2017年 | 宮藤官九郎                       | 2017年間藝術選獎文部科學大臣賞         | 獲獎 |

## 外部連結
- 電視劇官方網站（页面存档备份，存于）
- 寬鬆世代又怎樣的X（前Twitter）
- 電影官方網站

## 節目變遷
| 日本 日本電視台 週日連續劇                                   | 日本 日本電視台 週日連續劇                        | 日本 日本電視台 週日連續劇 |
| ------------------------------------------------------------ | ------------------------------------------------- | -------------------------- |
|                                                              | 寬鬆世代又怎樣 （2016年4月17日－2016年6月19日）   |                            |
| 臨床犯罪學者 火村英生的推理 （2016年1月14日－2016年3月20日） | 然後，誰也不在了 （2016年7月17日－2016年9月11日） |                            |